# مقاطعة رانكين (ميسيسيبي)
مقاطعة رانكين هي مقاطعة في مسيسيبي، بلغ عدد سكانها 141٬617  نسمة، في 2010، عاصمتها براندون، تبلغ مساحتها 2٬088 كيلومتر مربع.

## الموقع
تشترك في الحدود مع:
- مقاطعة ماديسون (ميسيسيبي)
- مقاطعة سميث (ميسيسيبي)
- مقاطعة سكوت (ميسيسيبي)
- مقاطعة سيمبسون (ميسيسيبي)
- مقاطعة هايندز (ميسيسيبي).

## التقسيمات الإدارية
- براندون.

## أعلام
- هنري إل. ويتفيلد
- ريتشارد باريت
- جورج كينارد